# 瓦倫西亞灣

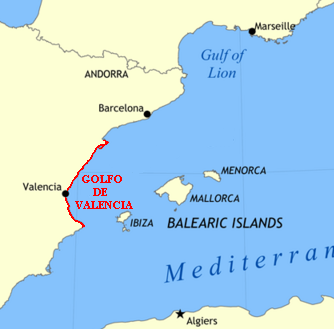

39°30′N 00°00′E / 39.500°N 0.000°E
瓦倫西亞灣（西班牙語：Golfo de Valencia）是西班牙的海灣，位於華倫西亞自治區東岸，是地中海西岸，從南面的努角延伸至北面的托爾托薩角，海岸線長度約400公里。